# Денисов, Денис Валерьевич
Дени́с Вале́рьевич Дени́сов (род. 31 декабря 1981 года в Харькове, Украинская ССР, СССР) — российский хоккеист, защитник. Заслуженный мастер спорта России (с 21 мая 2012).

## Биография
Родился 31 декабря 1981 года в Харькове, в семье военнослужащего. Хоккеем начал заниматься в возрасте 9 лет, после того, как семья переехала в Тверь.
Воспитанник ЦСКА. Выступал за команды ХК ЦСКА (1997/98), «Крылья Советов» (2001/2002), «Салават Юлаев» (2002/2003), «Ак Барс» (2003/2004, 2005/2006), «Авангард» (2006/2007, 2007-2008).
В 2000 году выбран в пятом круге драфта НХЛ под 149-м номером командой «Баффало Сейбрз».
Занимает должность спортивного директора ЦСКА.

## Достижения
- Бронзовый призёр чемпионата мира (2005)
- Чемпион мира (2012, 2014)
- Чемпион России (2006, 2015)
- Бронзовый призёр чемпионата России (2004, 2007)
- Обладатель Кубка Шпенглера (2008, 2010)
- Серебряный призёр Континентального Кубка (2007)
- Серебряный призёр молодёжного чемпионата мира (2000)
- Участник матча звёзд КХЛ (2014)
- Орден Почета (27 мая 2014 года)[4].
- Станция метро ЦСКА увековечила игрока[источник не указан 594 дня]

## Статистика
| Легенда | Легенда                    | Легенда | Легенда                   | Легенда | Легенда    |
| ------- | -------------------------- | ------- | ------------------------- | ------- | ---------- |
| И       | Количество проведённых игр | Штр     | Штрафное время            | +/−     | Плюс-минус |
| Г       | Голы                       | П       | Голевые передачи          | О       | Очки       |
| -       | Статистика неизвестна      | —       | Статистика не учитывалась |         |            |